# Kyrksjön (Arbrå socken, Hälsingland)
Kyrksjön är en sjö i Bollnäs kommun i Hälsingland och ingår i Ljusnans huvudavrinningsområde. Sjön är 11 meter djup, har en yta på 4,77 kvadratkilometer och är belägen 113,1 meter över havet. Sjön avvattnas av vattendraget Ljusnan.

## Delavrinningsområde
Kyrksjön ingår i det delavrinningsområde (682298-152961) som SMHI kallar för Utloppet av Kyrksjön. Medelhöjden är 167 meter över havet och ytan är 20,83 kvadratkilometer. Räknas de 1408 avrinningsområdena uppströms in blir den ackumulerade arean 14 581,06 kvadratkilometer. Avrinningsområdets utflöde Ljusnan mynnar i havet. Avrinningsområdet består mestadels av skog (39 procent) och jordbruk (22 procent). Avrinningsområdet har 4,72 kvadratkilometer vattenytor vilket ger det en sjöprocent på 22,7 procent. Bebyggelsen i området täcker en yta av 0,83 kvadratkilometer eller 4 procent av avrinningsområdet.